# NGC 6847
NGC 6847 est un vieil amas ouvert situé dans la constellation du Cygne. Il a été découvert par l'astronome germano-britannique William Herschel en 1784.
NGC 6847 est à environ 1 040 pc (∼3 390 al) du système solaire et les dernières estimations donnent un âge de 500 millions d'années. La taille apparente de l'amas est de 20 minutes d'arc, ce qui, compte tenu de la distance, donne une taille réelle maximale d'environ 18 années-lumière.
Le professeur Seligman considère qu'il s'agit d'un groupe d'étoiles, alors que les bases de données Simbad et HyperLeda soutiennent qu'il s'agit d'un amas ouvert. Quant à la base de données NASA/IPAC, elle considère NGC 6847 comme une association stellaire. Wolfgang Steinicke considère NGC 6847 comme un doublon de NGC 6842.